# Verkeerskussen

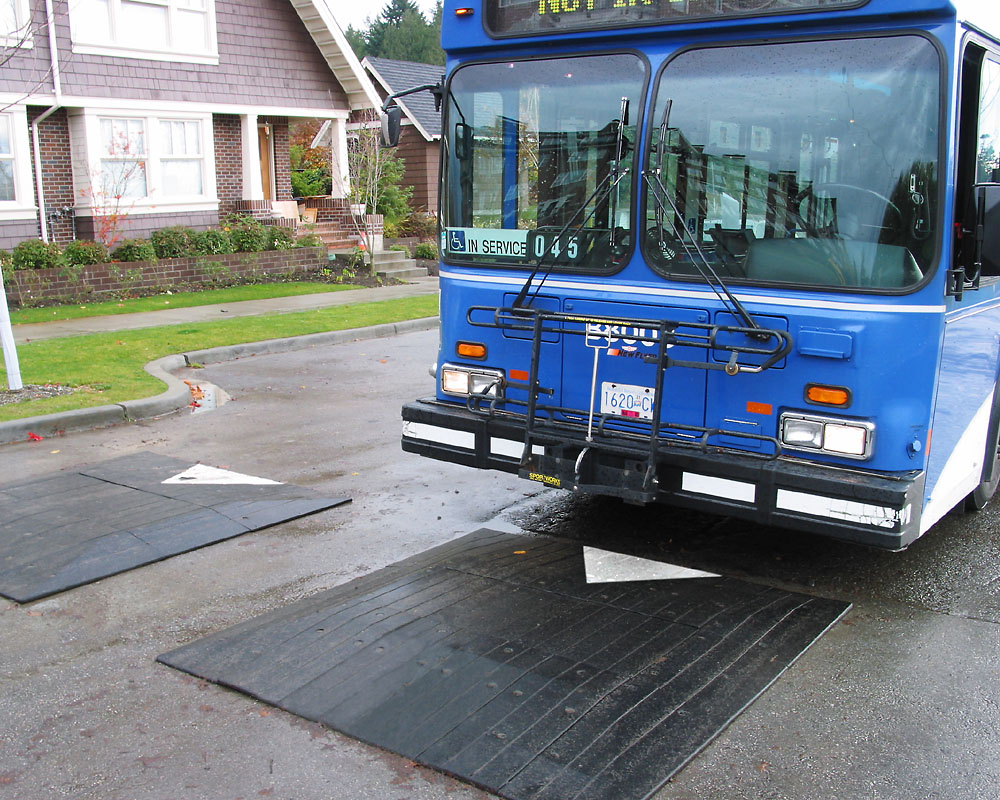
Een verkeerskussen, niet hinderlijk voor bussen

Een verkeerskussen, buskussen, rijbaankussen, Berlijns kussen of Berlijnse mat is een snelheidsremmende verkeersmaatregel, net als een verkeersdrempel. Een verkeerskussen is gemaakt van kunststof of van beton. Doordat een bus breder is dan het kussen kan een bus er wel overheen rijden zonder hinder van het kussen te hebben, maar een auto niet.
Verkeerskussens worden aangelegd om alleen het autoverkeer in snelheid af te remmen - overig verkeer (zoals fietsers en ook vrachtwagens) kan veelal vrijwel ongehinderd doorstromen.